# Apanthura insignifica
Apanthura insignifica is een pissebed uit de familie Anthuridae. De wetenschappelijke naam van de soort is voor het eerst geldig gepubliceerd in 1978 door Kensley.